# Storbeck
Storbeck este o arie protejată (arie specială de conservare — SAC, sit de importanță comunitară — SCI) din Germania întinsă pe o suprafață de 313,02 ha, integral pe uscat.

## Localizare
Centrul sitului Storbeck este situat la coordonatele 52°58′47″N 12°46′31″E / 52.9797°N 12.7753°E.

## Înființare
Situl Storbeck a fost declarat sit de importanță comunitară în septembrie 2000.

## Biodiversitate
Situată în ecoregiunea continentală, aria protejată conține 2 habitate naturale: Pajiști uscate europene, Păduri acidofile de stejar bătrân cu Quercus robur pe câmpii nisipoase.
La baza desemnării sitului se află un număr nedeclarat de specii protejate.
Pe lângă speciile protejate, pe teritoriul sitului au mai fost identificate 3 specii de plante.